# Кадыров, Шохрат Ходжакович
Шохра́т Ходжа́кович Кады́ров (туркм. Şöhrat Kadyrow; 27 сентября 1954, Ашхабад — 5 декабря 2016, Москва) — советский и российский историк, этнолог, демограф, доктор исторических наук.

## Биография и научная деятельность
Родился в интеллигентной туркменской семье. Мать — Амантач Махтумова-Кадырова (1922—1981) ушла добровольцем на фронт, после войны окончила Высшую партийную школу при ЦК ВКП(б) в Москве. Отец — Ходжак Кадыров (1918—1999) — ветеран ВОВ, преподавал в Туркменском государственном университете им. А. М. Горького, был председателем ДОСААФ ТССР, вышел в отставку полковником.
В 1977 году Ш. Х. Кадыров окончил истфак ТГУ им. А. М. Горького. По совету своего учителя этнографа к.и.н. М. Б. Дурдыева занялся этнодемографией, участвовал в археологических и этнографических экспедициях под руководством ведущих российских учёных (д.и.н. Я. Р. Винникова, д.и.н. В. М. Массона и др.). В 1974 году стал дипломантом Всесоюзной студенческой конференции в Казани, а в 1976 году получил диплом за лучший научный доклад на Всесоюзной этнографической студенческой конференции «Вопросы этнографии» в МГУ (Советская этнография. № 2, 1977. С. 136—138).
В 1976 году, будучи студентом, работал старшим научным сотрудником Государственного архива ТССР. В 1977—1980 годах учился в аспирантуре Института истории АН Туркменской ССР и был прикомандирован к Институту этнографии АН СССР, где его научным руководителем стал д.и.н. В. И. Козлов. В 1980—1991 годах работал в Отделе философии и права при Президиуме АН Туркменской ССР.
В 1984 году защитил кандидатскую диссертацию «Демографические изменения в Туркменистане 1880—1980 гг.: историко-демографическое исследование».
В 1985 году окончил спецфакультет «Демография» при экономическом факультете МГУ им. Ломоносова.
В конце 1980-х годов руководил группой в секторе социологических и социально-психологических исследований ОФиП АН ТССР. В сотрудничестве с ведущими московскими демографами А. И. Антоновым, А. А. Авдеевым, В. М. Медковым и учёными-медиками ТССР организовал в Ашхабаде первый в СССР научно-исследовательский Центр планирования в расширенной семье при Минздраве ТССР и был назначен научным руководителем Центра.
За десять лет работы в АН ТССР опубликовал несколько десятков статей в научных журналах. Его первые книги, изданные массовым тиражом 30 000 экз.: «Ашхабадская катастрофа» и «Туркмены мира» (в соавторстве с М. Дурдыевым), разошлись по всему миру и стали библиографической редкостью.
В «Ашхабадской катастрофе» научно доказана ошибочность завышенных цифр пострадавших при землетрясении 6 октября 1948 г. В «Туркменах мира» авторы впервые описали туркменскую диаспору в различных странах и регионах планеты.
На основе социологических опросов и архивных источников сделал важное открытие в этнодемографии: вычленил переходный тип семьи — номинально-традиционную многодетность со специфическим комплексом признаков репродуктивного поведения. Его исследования получили известность за рубежом, в апреле 1989 года был приглашён Лондонским университетом на Международную конференцию, посвящённую проблемам теоретической этнографии, весной 1989 года также выезжал по приглашению на Международную конференцию демографов в Праге, а в сентябре 1989 года участвовал в Международном конгрессе демографов в Нью-Дели (Индия).
Занимался общественной деятельностью, в начале 1990-х выступал в СМИ против лженаучных кампаний в демографической политике и тоталитарной идеологии, за улучшение положения туркменских женщин, среди которых в те годы произошёл рост случаев самосожжения. В апреле 1991 года создал Клуб «Пайхас» (Разум), где молодые учёные АН ТССР и журналисты устраивали свободные дискуссии по истории и политическому развитию страны, выступали с требованиями демократических свобод.
В октябре 1991 года, несмотря на препятствия со стороны руководства Туркменистана, участвовал во Всемирном демографическом конгрессе в Париже, выступил с циклом передач о Туркменистане на радио «Свобода/Свободная Европа» в Мюнхене. Свободомыслием и убеждённой бескомпромиссностью возмутил руководство АН Туркменской ССР и был уволен с работы по возвращении в Ашхабад. В 1992—1993 годах в Ашхабаде сотрудничал с независимым агентством «Постфактум», с газетой «Московские новости».
В 1993 году тайно покинул Ашхабад из-за репрессий и угрозы ареста. В Москве, несмотря на бытовую неустроенность, продолжал напряжённо трудиться: собирал материалы в архивах, работал по проекту в Министерстве национальностей РФ, сотрудничал с группой «Панорама», Институтом гуманитарно-политических проблем, газетой «Утро России», «Фондом Туркменистан» (рук. А. О. Кулиев). Издавал уникальный научно-популярный альманах «Туркмены» (1995—2000) — где выступал как основной, подчас единственный автор, редактор и дизайнер.
Весной 1996 г. получил политическое убежище в Норвегии по линии Международной Амнистии, как преследуемый за политические взгляды гражданин Туркменистана. Работал научным сотрудником по Туркменистану сначала в Отделе регионального развития Hardaland Country Council, Norway, а с 2005 г. — в Норвежском институте международных отношений, не прерывал связей с Россией. В изданном в Норвегии фундаментальном труде «Российско-Туркменский исторический словарь» (Т. 1) на основе архивных источников собрал воедино обширные сведения о многих и многих исторических событиях и персонах, политических деятелях, сыгравших заметную роль в судьбе туркменов и туркменской государственности. Затронул в Словаре проблемы этногенеза и этнической истории туркменов.
В 2004 году защитил докторскую диссертацию «Становление и развитие этнополитической организации у туркмен» в Институте Африки РАН (Москва). В послужившей основой для докторской диссертации монографии «Нация племен» разработал проблемы племенного гегемонизма и федерализации, формирования и смены туркменских элит в различные исторические периоды, роли России в модернизации Туркменистана, создал теорию «евротуркменства».
С 2005 года занялся сбором, изучением и обработкой архивных источников и фотоматериалов по туркменской этнографии, на основе которых подготовил несколько монографий («Многоликий туркменчилик», «Богиня туркменской этнографии» и др.). Организовал и провёл этнографические фотовыставки «Туркмены в XX в.» в Упсальском Университете (2009), а также с участием к.и.н. О. И. Брусиной — в Москве (Российско-Туркменский Дом, 2011) и в 2011 году в Амстердаме на Международной конференции «Towards a Social History of Turkmenistan, 1860—1960: Research Trends in Ethnography and History».
В 2009 году издал новаторскую книгу «Элитные кланы. Штрихи к портретам», где исследовал функционирование в государственных системах прошлого и настоящего элитных кланов, их социальной природе, формированию, развитию и демографическому поведению — на примерах родственных структур Туркменистана, Азербайджана, Казахстана, Грузии, Абхазии, а также для сравнения — Норвегии и других европейских стран. Доказал, что элитные кланы строятся не только, а подчас и не столько по принципу родства, а во многом — по принципу отношений патрон-клиент.
С 2009 г. — ведущий научный сотрудник Института востоковедения РАН. За период с 2009 по 2016 год подготовил и опубликовал 8 книг и монографий. Самый масштабный труд — большеформатный цветной этнографический альбом «Туркмен-нама» (2012. — 338 стр., 300 илл.; 2-е изд. 456 с., 350 илл.) который представляет собой первое в российской историографии богато иллюстрированное научно-популярное издание по истории и этнокультурному развитию туркменов, подготовленное на основе уникальных этнографических фотографических и письменных материалов, собиравшихся исследователями Средней Азии на протяжении более ста лет и ставших золотым фондом российской науки.
С 2012 года стал разрабатывать проблемы, связанные с теорией этноса. Дал принципиально новое определение понятию «этнос», предложил новый парадигмально-матричный подход, позволяющий выявить сущностные характеристики ряда основных понятий этнологии и разобраться в механизмах этнического развития. Представил конфликт этнологических концепций и научных направлений как столкновение разных парадигм, то есть разных систем ценностных ориентаций исследователей («Этнос и этносы», «Матрица этнологии», «Клятва на „крови“»).
В 2015 году издал II том «Российско-туркменского исторического словаря». На основе составленной Летописи (свыше 2300 событий и фактов за прошедшие после выхода I тома 13 лет) разработал новый метод исторического исследования: статистическую оценку динамики событийности и показал, что индекс событийности отражает политическую ситуацию в стране и деятельность её президента.
Член Европейской ассоциации демографических исследований (Льеж, Бельгия).
Член Научного союза изучения населения при ООН, член Союза писателей Норвегии, почётный член Русского ПЕН-Клуба.
Скоропостижно скончался 5 декабря 2016 г.

## Основные работы
Научные монографии, энциклопедические издания
- Демографические изменения в Туркменистане 1880—1980 гг. Историко-демографическое исследование. Автореферат дисс. на соискание учёной степени кандидата ист. наук: Ашхабад, 1984.
- Народонаселение Туркменистана: история и современность. (Вопросы и результаты изучения). Ашхабад: Ылым, 1986. — 125 с.
- Планирование семьи и национальные традиции. Отв. ред. А. И. Антонов, Ш. Х. Кадыров, Г. Б. Цуладзе. М.: 1988. — 283 с.
- Ашхабадская катастрофа. (Историко — демографический очерк крупнейшего землетрясения XX в.). Ашхабад: Туркменистан, 1990. — 63 с., илл.
- Туркмены мира. (Историко-демографическое исследование). Ашхабад: Харп, 1991. — 54 с. (В соавторстве с Дурдыевым М.)
- Du̇nĭădăki Tu̇rkmenler: tarykhy-demografik syn. Ashgabat: Kharp, 1991. — 63 p. (В соавторстве с Durdyev M.)
- Туркменистан: Четыре года без СССР. Москва: Панорама, 1996. — 146 с.
- Туркменистан в XX веке. Берген: Bodoni Hus, 1998. — 286 с.
- Российско-туркменский исторический словарь. В двух томах. Т. 1. Берген: Bodoni Hus, 2001. — 456 с.; Т. 2. Ин-т востоковедения РАН. М., 2015. — 456 с. Табл. Илл. Приложения.
- «Нация» племен. Этнические истоки, трансформация и перспективы государственности в Туркменистане. Москва: Центр цивилизационных и региональных исследований ИА РАН, 2003. — 362 с.
- Становление и развитие этнополитической организации у туркмен. Автореферат дисс. на соискание учёной степени доктора ист. наук: 07.00.07. М.: ИА РАН. 2004.
- Русский иллюстрированный словарь быта туркменских народов в XX веке. М., 2008. — 176 с., илл.
- Элитные кланы. Штрихи к портретам. М., 2009. — 272 с., илл., схемы, табл.
- Тайны туркменской демографии: проблемы, пробелы, фальсификации. М.: ИВ РАН, 2009. — 333 с., табл.
- Многоликий туркменчилик: Этнографические очерки, понятия и термины. М.: ИВ РАН, 2010. — 304 с., илл., карт., табл.
- Богиня туркменской этнографии. М.: IFECAS, 2012. — 255 с., илл.
- Туркмен-нама. Историко-этнографический альбом. Кто такие туркмены. Упсала-Москва: IFECAS, Изд. Первое. 2012. — 338 стр., 300 илл., библ.; Изд. Второе. 2013. — 453 с., 350 илл., библ.
- Этнос и этносы. Манифест этнологов. М.: IFECAS, 2012. — 42 с. (Руководитель проекта, в соавторстве с: Брусиной О., Перепелкиным Л., Скарборо И., Бобохоновым Р.)
- Этнос и этносы. Очерки по теории и методологии. М.: IFECAS, 2012. — 52 с., библ. (Руководитель проекта, в соавторстве с: Брусиной О., Перепелкиным Л., Казанковым А., Скарборо И.)
- Матрица этнологии. М.: IFECAS, 2013. — 112 с. (Руководитель проекта, в соавторстве с: Брусиной О., Перепелкиным Л., Казанковым А., Скарборо И., Бобохоновым Р., Авдеевым А.).
- Клятва на «крови». Этнологика нациостроительства. М., IFECAS. 2016—186 с., библ., табл.

Научные статьи
- Историко-демографический анализ заболеваний в прошлом Туркменистана (конец XIX — начало XX в.) // Известия Академии наук Туркменской ССР, серия общественных наук (далее: Изв. АН ТССР, сон), 1979. № 2. С. 78-80.
- Из истории естественного воспроизводства населения в Туркмении // Изв. АН ТССР, сон, № 5, 1981. С. 24-28.
- Новые тенденции в демографическом развитии в Ашхабаде (результаты социологических исследований «Ашхабад-81»). // Изв. АН ТССР, сон. № 6, 1981. С. 70-73.
- Этно-демографическое развитие туркменского народа на территории Российской Империи. // Изв. АН ТССР, сон. № 3. 1982. С. 24-31.
- О занятости женщин-туркменок в промышленности // Изв. АН ТССР, сон. № 5. 1982. С. 49-55. (В соавторстве с Кубасовой Е.)
- Рождаемость в туркменской семье: результаты пилотажного обследования // Детность семьи: вчера, сегодня, завтра. Сб. ст. Редкол.: Л. Л. Рыбаковский и др. М.: Мысль, 1986. С . 117—131.
- Демографическая политика в регионах многодетности: цели, задачи, основные особенности // Материалы Третьего Всесоюзного научного семинара «Методология разработки долгосрочных региональных программ развития народонаселения». Йошкар-Ола: Марийский НИИ, 1987. (В соавторстве с: Авдеевым А. А., Медковым В. М.)
- Семья, репродуктивное поведение, демографическая политика // Мы и наши планы. М.: Наука, 1987. (В соавторстве с Медковым В. М.)
- Из истории социальных и демографических обследований традиционного репродуктивного поведения в Туркменистане и соседних с ним регионов // Изв. АН ТССР, сон. № 4. 1988, С. 21-35.
- Некоторые факторы формирования, сохранения и преобразования современной многодетности // Рождаемость: социологические и демографические аспекты. М., 1988. С. 127—139. (В соавторстве с Кубасовой Е. М.)
- О некоторых аспектах социального самочувствия женщин-туркменок // Изв. АН ТССР, сон. № 4. 1989. С. 90-92.
- Некоторые вопросы демографии Туркменистана // Известия АН ТССР, сон. № 1 (Дискуссии и обсуждения). 1989. С. 21-26. (В соавторстве с Радзинским В. Е.)
- В защиту традиций // СССР: демографический диагноз. М.: Прогресс, 1990.
- Некоторые замечания к вопросу о социальном положении русского населения в Туркменистане // Россия и Восток: проблемы взаимодействия. Ч. 2. М.:, ИВ РАН, 1993.
- Институт президентства в клановом пост-колониальном обществе // Евразия. Люди и мифы. (Сборник статей из журнала «Acta Евразия»). М.: Наталис, 2003. С. 337—364.
- Этнокультурные и демографические индикаторы политического развития в Туркменистане // Азия и Африка сегодня. № 11, 2003. С. 29-34.
- Этнические истоки, эволюция и перспективы государственности в Туркменистане // Восток. № 5, 2003. С. 110—124.
- Политические технологии в советской и постсоветской Центральной Азии // Вестник Евразии. № 4 (30). 2005. 202—235.
- Применение политических технологий в советской и постсоветской Центральной Азии (на примере Туркменистана). // Россия и мусульманский мир. 2006. N 6 (168).
- «Хороший» авторитаризм и «плохая» демократия // Азии и Африка сегодня. № 7, 2006. С. 45-47.
- Некоторые вопросы теории и практики федерализации на юге бывшего СССР // Модели стабильности в Черноморско-Кавказском регионе. * * Материалы Международной научно-практической конференции. М. 2006. С. 137—139.
- Конференция «Модели стабильности в Черноморско-Кавказском регионе» (репортёрский отчёт) // Вестник Евразии. № 3, 2006. С.163-171.
- Туркмения. Дворцовый переворот?// Азия и Африка сегодня. № 4, 2007. С. 41-45.
- Рецензия на: В. В. Евсеев. Военно-политические аспекты иранской ядерной проблемы // Восток. № 6, 2013.
- Рецензия на: «Kaukaz: transformacja, przywodstwa I elit politycznych. T. VI. Kaukaz: mechanizmy legitymizacji I funkcjonowania elit politycznych. T.VII». («Кавказ: трансформация и воспроизводство политических элит. Т. 6; Кавказ: механизмы легитимации и функционирования политических элит Т.7») Под научной редакцией профессора Тадеуша Бодио. Варшава, 2014. Серия «Власть, элиты, производство». // Восток. 2014. Т. 5. С. 204—210. (В соавторстве с: Брусиной О., Скарборо А.).
- Этнография и этнология: смена парадигм// Историческая психология и социология истории. № 1. 2016. С. 157—173. (В соавторстве с Брусиной О. И.)
- Туркменский народ и Российское государство: вчера, сегодня, завтра // Оренбургский губернатор В. А. Перовский и интеграция тюркских народов в Российское государство. Материалы всероссийской научной конференции. Москва, ИВ РАН, 29 апреля 2015 г. — М., ИВ РАН, 2016. С.114-116.
- Demographic Development in Central Asian Region of the USSR // Acta Universitatis Carolinae. Geographica. Vol. XXV. № 2, 1990. P. 37-49.
- Some Questions on the Study of the Turkmen Family // Central Asian Survey, 1993. Vol. 12, №. 3. P. 393—400.
- Questions about the Conceptions of the Ethno-Political History of the Turkmen // ORTAASYA JEOPOLİTİĞİ VE BÖLGESEL GÜÇLER. The International Congress in Istanbul. September, 18-21th, 2006.
- Turkmenistan: The political Elite in an Ethnic Society // Oil, Transition and Security in Central Asia. Edited by Sally N. Cummings. Routledge Curzon Taylor and Francis Group London and New York, 2003. P. 108—118.

Научно-популярные и периодические издания
- Актуальные проблемы планирования семьи в регионах высокой рождаемости. Ашхабад: Общество «Знание» ТССР, 1989.
- Мусульманские учёные и богословы о планировании семьи. Ашхабад: Общество «Знание» ТССР, 1990.
- Здоровье многодетной семьи. Ашхабад: Туркменистан, 1990. (В соавторстве с Радзинским В., Антоновым А.).
- Население мировых регионов: действительность и прогнозы. Ашхабад: Общество «Знание» ТССР, 1991.
- Туркмены. Альманах. Март-июнь, Москва, 1995. 193 с. (Ш. Кадыров — автор и отв. редактор).
- Туркмены. Альманах. Январь-февраль, Москва, 1995. 141 с. (Ш. Кадыров — автор и отв. редактор).
- Туркмены. Журнал. Москва, 1995—2000. (Ш. Кадыров — автор и отв. редактор).
- Открой Туркменистан! Туркменбаши, 1997. — 62 с.
- Turkmenerne. Берген: IFECAS, 1998. — 50 с. (на норвеж. яз.).

Публикации в СМИ
- Мусульманская революция в планировании семьи // Коммунист Таджикистана. Душанбе. № 11. 1990. С. 73-74.
- Что такое «башизация» // Эркин Туркменистан (Свободный Туркменистан). Информационно-аналитический бюллетень. № 2. 2000. С. 33-36.
- О том, что должно уйти: Размышления, навеянные статьёй Ф. Ильясова «Кто может прийти к власти в Туркмении» // Эркин Туркменистан (Свободный Туркменистан). Информационно-аналитический бюллетень. № 7, 2001
- Обыкновенный башизм // Независимая газета, 10.06.2002.
- Доминирование без гегемонии // Co-общение Эксперт. № 25, 2003. С. 18-25
- Авторитаризм как проявление слабости режима // Независимая газета, 13.01.2003.
- Туркменбаши просчитался // Независимая газета, 22.04.2003. (В соавторстве с В. В. Панфиловой).
- Туркмения вымирает // Независимая газета, 23.05.2003. (В соавторстве с В. В. Панфиловой).
- Туркменбаши боится военного переворота // Независимая газета, 28.05.2003. (В соавторстве с В. В. Панфиловой).
- Наследие Туркменбаши // Независимая газета. 05.02.2007.
- Туркмения меняет Конституцию // Независимая газета. 15.09.2008.
- Басмачи и внешняя политика Ашхабада // Независимая газета. 05.10.2009.
- Туркмения. Между позавчера и послезавтра / Ш. Кадыров; беседовала В. Панфилова // Эхо планеты. — 2010. — N 37. — С. 18-21,илл.
- Скандинавы голосуют за радикалов// Эхо планеты. № 31, 2011. С. 5-7.
- Куда дрейфует нейтральный Туркменистан // Независимая газета. 01.09.2014.
- Тюркский мир сирийской войны //Независимая газета. 01.03.2016.
- В Туркменистане готовятся законно увековечить институт авторитаризма. Очередная конституционная реформа — путь к пожизненному президентству Бердымухамедова. // Независимая газета. 14 марта 2016. (НГ-Дипкурьер № 4 (257). С.11.

## Интервью
- Самый высший суд — это суд Истории и в этом преимущество состоявшегося историка, — подробное интервью с Ш. Кадыровым, // ЦентрАзия. 23.10.2014. https://centrasia.org/newsA.php?st=1414056300
- Шохрат Кадыров: «Решение проблемы бипатридов ознаменует начало нового периода туркмено-российских отношений». Беседовала В. Панфилова // «Вестник Кавказа». 18.02. 2016. http://www.vestikavkaza.ru/interview/SHokhrat-Kadyrov-Reshenie-problemy-bipatridov-oznamenuet-nachalo-novogo-perioda-turkmeno-rossiyskikh-otnosheniy.html